# Tillandsia emergens
Tillandsia emergens là một loài thực vật thuộc họ Bromeliaceae. Đây là loài đặc hữu của Ecuador. Môi trường sống tự nhiên của chúng là vùng Andes ở độ cao 2500–4000m. Chúng hiện đang bị đe dọa vì mất môi trường sống.